# Coenonympha nigroocellata
Coenonympha nigroocellata är en fjärilsart som beskrevs av Stetter-stättermayer 1933. Coenonympha nigroocellata ingår i släktet Coenonympha och familjen praktfjärilar. Inga underarter finns listade i Catalogue of Life.